# Azud de la Acequia de Mislata

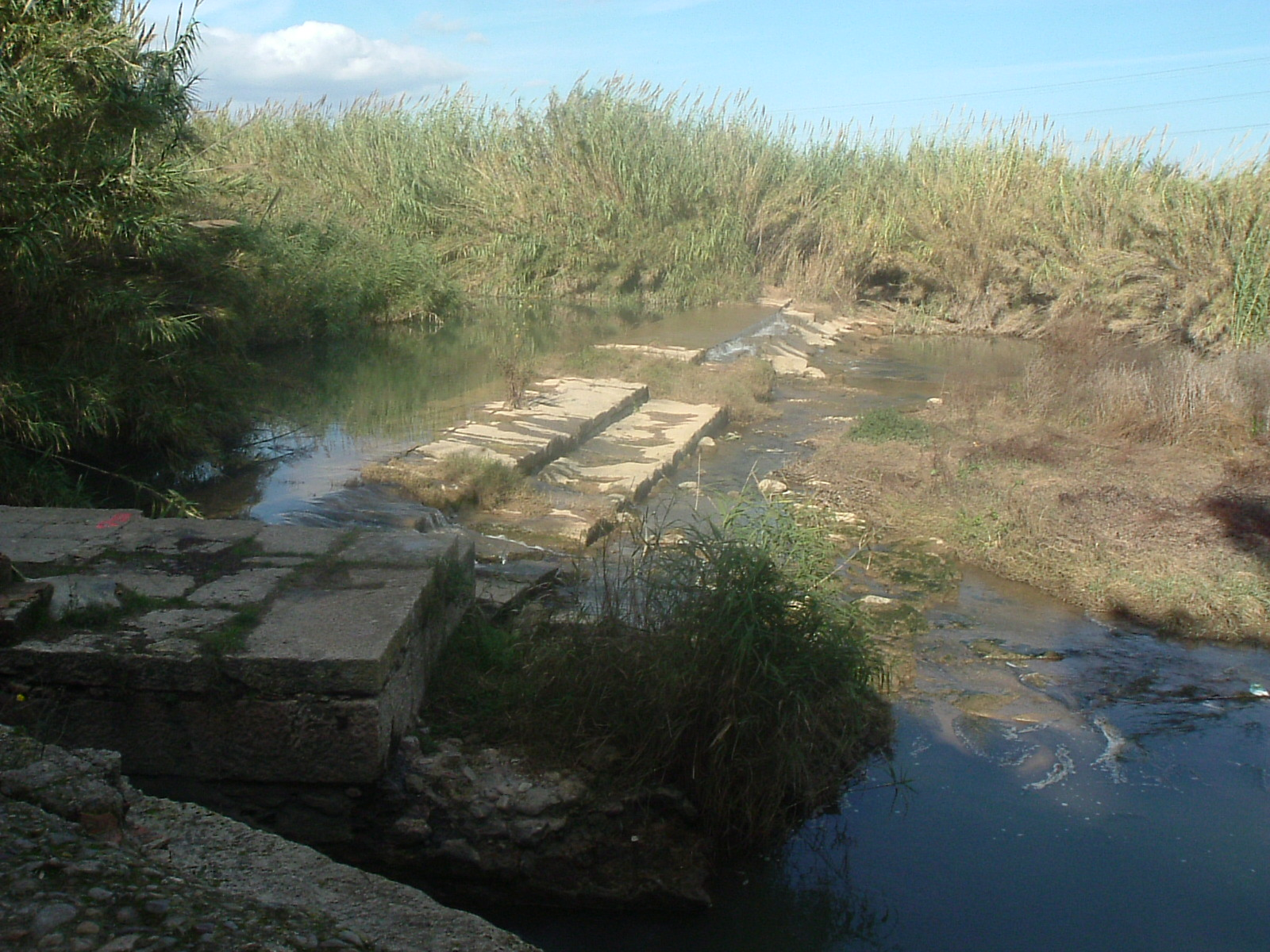

El Azud de la Acequia de Mislata, en el río Turia, se encuentra entre los municipios de Manises y Paterna, en la partida conocida como “Mig de l’Horta”, en la comarca de la Huerta Oeste, de la provincia de Valencia. Está considerado Bien de interés cultural, con anotación ministerial número R-I-51-0011243 y de la Generalidad Valenciana número 46.14.190-014.
Es el segundo azud de la Vega de Valencia que toma el agua por su lado derecho y se encuentra entre el  azud de Tormos y el azud de Mestalla. Se accede al lugar por una senda rural de tierra que parte de la carretera de Manises a Paterna y cruza la citada huerta pasando por el “molino de Tonet” y el azud de Mestalla.

## Descripción histórico-artística
Sus orígenes, similares a los de la construcción de toda la acequia de Mislata, se remontan a época medieval, si bien todo indica que el conjunto de construcciones de piedra y sillares que lo conforman corresponde a una etapa constructiva de los  siglos XVII-XVIII. Es uno de los más estrechos de la Vega de Valencia pues mide unos tres metros de ancho, dividido a dos vertientes y de poca pendiente, si bien a su caída se acumulan grandes piedras que limitan el efecto erosivo del salto de agua. En su extremo meridional se encuentra situada la gran almenara de desagüe, con una amplitud de menos de tres metros y medio de vano y delimitada por grandes sillares de piedra bien tallados, si bien los engranajes de la compuerta, de madera, movida por un torno,  son ya modernos. En cuanto a la gola, se encuentra a continuación y consta como es habitual de dos bocas cerradas con sus respectivos arcos de ladrillos dispuestos en sardinel. Tiene una longitud de unos 70 metros. La boca está formada por dos arcos insertados en una caseta de sillares de muy sólida construcción, que tiene encima la casa de las compuertas con los turnos para subir y bajar las paletas que abren y cierran la entrada a la acequia. Esta parte superior fue destruida por la riada del 1957 y es de factura moderna. El conjunto del azud se encuentra en aceptables condiciones, mejor la parte de la "gola" y la almenara y la primera mitad de los escalones, porque su parte final fue rota no hace muchos años por una avenida del Turia y ha sido reparada de forma bastante agresiva con capas de hormigón. El entorno se mantiene en buenas condiciones, con la supervivencia del bosque de ribera y un espacio adecuado para poder visitar el azud. Hoy día estas instalaciones continúan en uso por la comunidad.